# Fuente de Santa Cruz
Fuente de Santa Cruz è un comune spagnolo di 184 abitanti situato nella comunità autonoma di Castiglia e León.